# Mercedes Gleitze

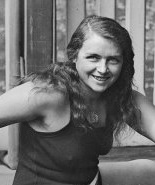
Foto aus den 1930er Jahren (Australien)

Mercedes Gleitze (* 18. November 1900 in Brighton; † 9. Februar 1981 in London) war eine britische Schwimmerin.
Gleitze durchquerte 1928 als erste Schwimmerin die Meerenge von Gibraltar von Europa (Isla de Las Palomas in Spanien) nach Afrika (Pointe Leona in Marokko) und 1930 die Dardanellen von Europa nach Asien.

## Karriere
Im Januar 1931 errang sie den Weltrekord im Frauen-Dauerschwimmen mit 42 Stunden. Ihr Vater war aus Deutschland aus dem Landkreis Göttingen nach England ausgewandert. Mercedes Gleitze arbeitete als Sekretärin in London.
Am 7. Oktober 1927 unternahm Mercedes Gleitze den ersten offiziellen Versuch einer britischen Schwimmerin, den Ärmelkanal zu durchqueren. Obwohl die Durchquerung auf Grund der niedrigen Temperaturen und des hohen Seegangs nach 15 Stunden und 15 Minuten knapp scheiterte, lobten alle, die diesen vindication swim von Booten aus beobachtet hatten, den Mut, die Kraft und den Durchhaltewillen der Schwimmerin. 

## Armbanduhr
Auch für einen anderen wurde die versuchte Kanaldurchquerung zum Anlass für einen großen Erfolg und zum Beginn des Siegeszugs der Armbanduhr: den gebürtigen Deutschen, Wahl-Schweizer und England-Emigranten Hans Wilsdorf.
Hans Wilsdorf war Gründer der Firma Rolex. Bei ihrer versuchten Durchquerung des Kanals trug Mercedes Gleitze auf Bitte von Hans Wilsdorf eine Rolex Oyster bei sich. Nachdem festgestellt worden war, dass die Uhr die über acht Stunden im kalten Wasser völlig intakt überstanden hatte und noch immer genau ging, schaltete Wilsdorf am 24. November 1927 eine ganzseitige Anzeige mit dem Titel „Die Wunder-Uhr, die den Elementen trotzt“ (The wonder watch that defies the elements) auf der Titelseite der Londoner Tageszeitung Daily Mail, um mit diesem sportlichen Ereignis für seine Qualitätsuhren zu werben. Dadurch wurden die Uhrenmarke Rolex, aber auch Mercedes Gleitze weltbekannt.